# 索尼 (清朝)
索尼（转写：Sonin；1601年—1667年8月12日），或作鎖尼、索泥，满洲正黄旗人，赫舍里氏，清朝的開國功臣之一。索尼原是哈達部人，舉家皆通滿文及蒙文、漢文。努爾哈赤吞併哈達之後，索尼跟隨其家族及所部歸附，遂隶满洲正黄旗人。康熙四年（1665年），索尼的孫女（噶布喇之女）孝诚仁皇后成为康熙帝的皇后。康熙六年（1667年），一等公索尼去世後，谥号文忠。承襲公、伯爵的是：索尼第六子法保為一等公、第五子心裕繼承一等伯。

## 生平
索尼属于满洲赫舍里氏，满洲正黄旗人。其父硕色是大学士希福的兄长，清太祖时，他们就自海西女真哈达部携家眷来朝归顺。因为他们兄弟父子全都通晓满文及蒙、汉文字，所以太宗命硕色与希福一起入值文馆，赐号为“巴克什”，索尼以父荫入仕为一等侍卫。之后索尼从征界籓、栋夔等部。天聪元年（1627年），在宁锦之战中，索尼跟从皇太极攻打锦州，并在宁远周边侦察明军动向。
天聪三年（1629年），索尼跟从皇太极率大军突入内地，逼近明朝京师，史称“己巳之变”，明朝督师袁崇焕前来赴援，在北京城东南列营。贝勒豪格突入战阵，明军大举赶来，箭矢如雨，索尼跃马驰入战阵，斩杀明军，将皇长子豪格救出重围。
天聪四年（1630年），清军不战而降服了榛子镇、沙河驿，攻破了京东重镇永平，索尼率军驻守。天聪五年（1631年），索尼被提拔为吏部启心郎，跟从皇太极围攻大凌河，明军自锦州前来，索尼击败了他们。
天聪六年（1632年），索尼跟随清军征讨察哈尔，攻掠山西大同等地，夺取了阜台寨。很快清廷赠与他牛录章京世职，仍然在内院任职。崇德八年（1643年），朝廷考察他往日的功劳，进封为三等男爵。
崇德八年（1643年）九月二十一日，因為皇太极生前没有册立皇储，故而皇位空悬，所以睿亲王多尔衮与肃亲王豪格則两派矛盾骤发。从利害关系而论，两黄旗的大臣都希望由皇子继位，以继续保持两旗的优越地位。
在两黄、两红和两蓝六旗不支持的情势下，多尔衮急召索尼前去三官庙商议册立之事。索尼當時说：“先帝（皇太極）有皇子在，一定要在皇子中选立新君，其他的人都没有继承先帝之位的合理性。”当天晚上，巴牙喇纛章京图赖去拜访索尼，告诉一定要立皇子。第二天黎明，索尼和鳌拜等两黄旗大臣在大清门盟誓，令两黄旗巴牙喇兵张弓搭箭，围绕着宫殿站立，索尼率领他们去崇政殿商议新君。
顺治元年（1644年），索尼跟从睿亲王多尔衮率清军入关，进入了北京。
顺治二年（1645年），索尼晋封为二等精奇尼哈番。多爾袞解除了索尼启心郎的职位，但仍理六部之事，当时多尔衮专擅朝政，谭泰、巩阿岱、锡翰等人都背盟依附于多尔衮，只有索尼坚持不依附他。李自成当时兵败的时候焚烧了北京紫禁城的宫殿向西逃走，到如今开始商议重新修建，多尔衮也修建他的府邸，工部也偏向多尔衮，诸匠役也都去营建睿亲王府。佟机对多尔衮有不满，多尔衮很生气，想要杀他，索尼极力为其开脱，于是多尔衮愈加嫉恨索尼。
努爾哈赤第十二子阿济格藐视君上，将顺治帝视为幼儿，索尼将这件事告诉了多尔衮，希望多尔衮处置阿济格，多尔衮則对此事置之不理。多尔衮曾召集诸大臣商议分封诸王，索尼坚决认为不可。巩阿岱、锡翰向睿亲王多尔衮进言：“索尼是不想让王爷执掌天下啊。”并请求多尔衮处置索尼，多尔衮也不准许。后来索尼揭发谭泰私自藏匿谕旨，谭泰因此而被削爵；于是他也告发索尼把内库的漆琴私自赠与他人，索尼也被削爵。
顺治三年（1646年），章京图赖弹劾谭泰，谭泰心怀不满词语之中涉及索尼。顺治初年，清军分道进剿西安的农民军，谭泰迟迟才去，并且无战功。到了豫亲王多铎进攻江南的时候，谭泰与图赖都说不愿前去。图赖将这件事告诉了索尼，让他上奏睿亲王多尔衮。传书的人知道这件事私自处理，害怕谭泰获罪，将书信沉到了河里，图赖重提了这件事，逮捕了送信的塞尔特谎称书信已经交给了索尼。索尼获罪之後，诸大臣商论索尼之罪当斩，多尔衮亲自去审讯索尼。索尼说：“我之前告发了谭泰藏匿诏书的罪，如今会扣掉图赖的书信维护他吗？”多尔衮又去审讯送信之人，之后真相大白。索尼不久就恢复了世职，然而多尔衮和谭泰等人依然非常记恨索尼。
顺治五年（1648年），正值清明时节，睿亲王多尔衮遣索尼去盛京拜祭昭陵，将要出发之时，贝子屯齐诬告索尼与图赖等人改立肃亲王豪格，论罪当处死，朝廷予以从轻处理，索尼被夺官抄家，安置到了昭陵。
顺治八年（1651年），顺治帝亲政之后特召索尼回来，恢复之前的世职，並累进世袭一等伯爵，提拔为内大臣兼议政大臣、总管内务府，成为顺治帝的首席满洲大臣。索尼在任其间，严明法度，力求赏罚分明。他提出一个重要的建议，除了开国元勋的官职可享受世袭，今后如果没有特殊的战功，不要再轻赐世袭的待遇。他还主张打击奸商，抑制豪强。他的这些政治主张的实施，对缓和社会矛盾，推动经济发展发挥了积极作用。
顺治十八年（1661年），經過了十幾年，顺治皇帝因為天花而病逝，顺治皇帝遗诏令三皇子玄烨继位，并以索尼、苏克萨哈、遏必隆、鳌拜四人共同辅政。自此，他们开始了长达八年的辅政。在辅政的最初二三年里，他们遵循誓言，颇能和衷共济，对清政权的巩固发挥了积极作用。在军事上，继续扫荡南明残余势力和农民军余部的抗清斗争，完成对全国的完全统一。索尼等四大辅臣决策，通令各地安插流民，提倡垦荒，开奖励条例，显见成效，耕地面积稳步增长。还实行赈济蠲免，以纾民力。四大辅臣采取一系列恢复发展农业生产的措施，很快使残破的农业出现新的局面。朝鲜做了这样的评论：“府库充溢，年谷屡登，人物繁盛。” 四大辅臣在政治上的建树，一是遵照顺治帝遗嘱，裁撤十三衙门，以重建内务府而代之，从而便消除了阉宦乱政的可能性。二是整顿吏治，定考核，严奖罚，加强对各级官吏的监督。这对于扫除前明贪风的影响，提高办事效率，是一个良好的开端。所有这些进展，都是在他们通力合作的情况下取得的。它为将来的康熙皇帝亲政奠定了治理國家的基础。
康熙六年（1667年）三月，輔政大臣索尼等奏請皇上親政，康熙皇帝諭曰：「朕年尚幼衝，天下事務殷繁未能料理，欲再俟數年」。輔政大臣屢行陳奏，康熙皇帝再三未允，輔政大臣等奏：「世祖章皇帝亦於十四歲親政，今主上年德相符，天下事務總攬裕如懇切奏請」。康熙皇帝率乃輔政大臣往奏太皇太后，太皇太后懿曰：「以帝尚幼衝，如爾等俱謝政，天下事何能獨理，緩一二年再奏」。輔政大臣等複奏：「主上躬親萬幾，臣等仍行佐理」。太皇太后俞允，擇吉親政，其吉期禮部選擇以聞。
康熙六年（1667年）三月三十日，議政王貝勒大臣等遵上會議：「索尼於所有一等伯外，應授為一等公」。康熙皇帝下令索尼授為一等公。
康熙六年（1667年）四月一日，索尼疏辭一等公爵。康熙帝諭曰：「覽卿奏具見誠悃，但錫爵酬庸，國家大典，卿宣力累朝，忠猷茂著膺茲寵秩，於理允符，著即祇遵成命，不必遜辭」。
康熙六年（1667年）四月二十一日，輔政大臣一等公索尼原所有一等伯，康熙皇帝命索尼第五子心裕襲替。
康熙六年（1667年）六月二十三日，索尼因年邁染痾因病過世，年方六十七歲。康熙皇帝予故輔政大臣一等公索尼祭葬，謚號：文忠。加賜鞍馬二匹、銀二千兩。加祭四次。
康熙六年（1667年）七月七日，康熙帝躬親大政，御太和殿。
索尼病逝之前曾上書请求康熙帝亲政天下，但是，康熙皇帝並没有马上答应，反而更要褒奖索尼忠心为国等語並加授一等公，与前授一等伯一起世袭。索尼力辞一等公爵，康熙皇帝没有准许。

## 史籍記載
《欽定八旗通志 卷一百四十七》（索尼）年已老矣且有疾，康熙六年三月，與輔臣等奏請聖祖仁皇帝親政。四月，上諭吏部曰：輔政大臣伯索尼太祖高皇帝時黽勉效力、太宗文皇帝任以内外大事悉能果斷殫厥忠誠、世祖章皇帝時亦任以内外大事竭忠純篤，以其勲舊忠貞堪受重託遺詔俾令輔政恪遵顧命夙夜靖共厥績茂焉，今既染疴且復年邁，宜特加恩寵以示酬庸之典，下王大臣會議，晉一等公與前所授一等伯並世襲。索尼以寵榮逾分悚仄難安陳情辭一等公爵。得㫖：嘉奬仍令祇遵成命不必遜辭。是年七月卒，賜祭有加禮，諡文忠。以第五子心裕襲一等伯。第六子法保襲一等公。

## 家族
- 穆瑚禄都督
  - 特赫讷
    - 祖父：瑚什穆巴颜
      - 父亲，硕色巴克什硕色
        - 辅政大臣、一等公索尼。
          - 子，噶布喇，一等公、領侍衛內大臣。
            - 孙女，孝诚仁皇后，康熙帝嫡后、结发妻子。
            - 孙女，平妃，康熙帝妃。
            - 孙女，适一等公法喀。
            - 孙子，常泰，官至领侍卫内大臣，袭一等公。
            - 孙子，常海，佐领。
              - 曾孙女，康熙帝第十子允䄉福晋。
              - 曾孙，纶布，官至头等侍卫，后袭一等公。

          - 三子，索額圖，官至保和殿大学士、户部尚书、议政大臣。
            - 孙子，格尔芬（又名索芬，字素庵），官至詹事府詹事、太仆寺卿，擅詩詞，性尤愛竹，与宗室诗人博爾都（父辅国公巴都海）相唱和。
            - 孙子，阿尔吉善。
            - 孙女，众圣保(早夭)
            - 孙女，乌云珠(汉译为九十)，又名蕊仙，适文华殿大学士伊桑阿， 著有《绚春堂吟草》。慎郡王允禧称其“天资颖异，浏览经史，过目不忘，有大家风范。”

          - 五子，心裕，袭一等伯，官至领侍卫内大臣、都统。
            - 孙子，令德，官至散秩大臣，后袭一等伯

          - 六子，法保，袭一等公，官至内大臣。
            - 孙子，法尔萨，袭一等伯，官至散秩大臣
            - 孙子，达尔马，袭一等公，官至副都统
            - 孙子，那思泰

          - 女，适安和亲王岳樂。其子宗室诗人蘊端。
          - 女，适豫親王多鐸第四子贝勒察尼。

      - 叔父，大学士、三等子爵希福。
        - 族弟，内大臣，袭三等子奇塔特。
        - 族弟，漕运总督，礼部尚书，帅颜保。
          -             - 族侄，内务府总管，工部尚书，赫奕。
              - 族孙，内阁学士、礼部侍郎、袭一等子爵嵩寿。

## 相關文藝作品

### 影視作品
| 年份   | 劇名                   | 演員   | 剧中姓名 | 註解 |
| 1987年 | 電視劇《滿清十三皇朝》 | 良鳴   | 索尼     |      |
| 1993年 | 電視劇《康熙大帝》     | 袁之光 | 索尼     |      |
| 2001年 | 電視劇《康熙王朝》     | 朱藝丹 | 索尼     |      |
| 2003年 | 電視劇《少年天子》     | 郑天庸 | 索尼     |      |
| 2004年 | 電視劇《少年康熙》     | 曹培昌 | 索尼     |      |

## 延伸阅读
[在维基数据编辑]
 《清史稿·卷249》，出自趙爾巽《清史稿》